# Manarola (przystanek kolejowy)
Manarola (włoski: Stazione di Manarola) – przystanek kolejowy w Manaroli (gmina Riomaggiore w prowincji La Spezia we Włoszech. Znajduje się na linii Genua – Piza.
Według klasyfikacji RFI ma kategorię srebrną.

## Historia
Stacja została otwarta w dniu 24 października 1874 roku, wspólnie z odcinkiem linii Sestri Levante-La Spezia.
15 września 1913 na stacji Manarola rozbudowano zaplecze techniczne.
Dwutorowa linia między Manarola i Riomaggiore została otwarta w 1920 roku i przedłużony 14 listopada 1933 roku do tunelu Gaggiola, aby ostatecznie otworzyć linię dwutorową na odcinku Manarola - Corniglia 31 maja 1959 roku. Z tej okazji został zbudowany nowy budynek dla pasażerów i rampa towarowa, a także tunel dla pieszych.

## Linie kolejowe
- Genua – Piza

## Ruch pociągów
Stacja jest obsługiwana przez Trenitalia, przez pociągi regionalne w ramach umowy o świadczenie usług z regionem Liguria.